# Diva (rock)
 Denne artikel bør gennemlæses af en person med fagkendskab for at sikre den faglige korrekthed.

 For alternative betydninger, se Diva (flertydig). (Se også artikler, som begynder med Diva)
Diva er et bornholmsk band der i 1996 vandt DM i Rock. Bandet spillede melodiøst rockpop.
Diva blev dannet i sensommeren 1995 og måtte dele øvelokale med 10 andre bands. Diva meldte de sig i 1996 til DM i Rock og vandt i finalen. Tidligere vindere tæller bl.a. Zapp Zapp('90), Passion Orange ('92), Dizzy Mizz Lizzy ('93), Ludo X ('94), Melanies Breast ('95) og DIVA ('96).
Efter at have vundet DM i Rock skrev Diva kontrakt med EMI-Medley og arbejdede sammen med produceren Finn Jansen (Passion Orange, Kinky Boot Beast, Baal, Pockets m.fl.).
Morten Grønnegaard lavede desuden en special apperance på upcomming-bandet bellybutton's demo single fra 1999, hvor Morten sang backing.

## Medlemmer
- Morten Grønnegaard – Vocal/guitar
- Tim Stenstrop – guitar
- Jesper Hauschildt – trommer
- Tue Jørgensen – bas (Graduate)
- Allan Mattsson – bas (Cloak & Dagger)
- Tom Lund - bas

## Udgivelser
- 1995 "DIVA"
- 1996 DM i Rock, Nummeret Special Sundays
- 1998 "Graduate"
- 2004 "Cloak & Dagger"

## Eksterne links
- Anmeldelse af Cloak & Dagger I Gaffa Sep. 1998 Arkiveret 13. september 2014 hos  Wayback Machine
- Oversigt over DM i Rock vindere Arkiveret 26. december 2010 hos  Wayback Machine